# جين كينيون
جين كينيون (بالإنجليزية: Jane Kenyon)‏ هي كاتِبة ومترجمة وشاعرة أمريكية، ولدت في 23 مايو 1947 في آن آربر في الولايات المتحدة، وتوفيت في 22 أبريل 1995 في Wilmot, New Hampshire ‏ في الولايات المتحدة بسبب ابيضاض الدم.

## وصلات خارجية
- جين كينيون على موقع ميوزك برينز (الإنجليزية)